# Sandra Nettelbeck
Sandra Nettelbeck (Hamburg, 4 d'abril de 1966) és una directora de cinema i guionista alemanya.

## Biografia
Sandra Nettelbeck és filla d'Uwe i Petra Nettelbeck. Va néixer i va créixer a Hamburg. Va acabar la seva formació escolar en 1984, a l'Odenwaldschule de Hessen.
Entre 1987 i 1992 va estudiar Cinematografia en la San Francisco State University especialitzant-se en direcció, producció, muntatge, il·luminació i càmera. El seu curtmetratge A Certain Grace descriu un triangle amorós i va ser premiat amb el Premi del Público al San Francisco International Lesbian & Gay Film Festival. Després d'acabar la seva formació va treballar dos anys com a redactora en revistes especialitzades en cinema.
En 1995, va utilitzar la seva primera pel·lícula Unbeständig und kühl com a base per a la sèrie de la ZDF Das kleine Fernsehspiel. En aquest drama, en el qual Regula Grauwiller i Jasmin Tabatabai encarnaven els papers principals, Sandra Nettelbeck es va encarregar del guió, de la direcció i va aparèixer en un paper secundari.
A partir de 1996, va filmar per a la televisió la comèdia Mammamia amb Senta Berger, Christiane Paul i Peter Lohmeyer, prenent com a base un guió propi. Per aquesta comèdia va guanyar en els Premis Max Ophüls el premi principal i el premi al millor guió.
La directora va aconseguir l'èxit en 2001 amb la comèdia Bella Martha en la que actuaven en els papers principals a més de Martina Gedeck coneguts actors europeus com l'italià Sergio Castellitto i el danès Ulrich Thomsen. La pel·lícula de gènere romàntic que tractava d'una cuinera que ha de fer-se càrrec de la seva neboda a la mort de la seva mare va ser un èxit comercial i va guanyar diversos premis internacionals. La seva següent pel·lícula Sergeant Pepper va ser una pel·lícula per a nens en la qual narrava l'amistat entre un nen de sis anys i un gos.
Helen va ser la primera pel·lícula en parla anglesa de la directora. La producció internacional amb Ashley Judd i Goran Visnjic va ser estrenada en el Festival de Cinema de Sundance en 2009.

## Filmografia
- 1992: A Certain Grace (curtmetratge)
- 1995: Unbeständig und kühl (per la televisió)
- 1998: Mammamia (per la televisió)
- 2001: Bella Martha
- 2004: Sergeant Pepper
- 2009: Helen
- 2013: Mr. Morgan's Last Love

## Premis
A Certain Grace
- 1992 Premi al Millor Curtmetratge al San Francisco International Lesbian and Gay Filmfestival

Mammamia
- 1998 Millor Guió, Millor Pel·lícula als Premis Max-Ophüls

Bella Martha
- 2002 Nominada a Millor Pel·lícula a Deutscher Filmpreis
- 2002 Premi Especial del Jurat en Lecce, Festival del Cinema Europeu, Itàlia
- 2002 Premi del Jurat d'Estudiants en Lecce, Festival del Cinema Europeu, Itàlia
- 2002 Premi del Públic en el Festival de Cinema de València
- 2002 Premi a la Millor Pel·lícula en el Festival International de Films femení de Créteil, França
- 2002 Premi a la Millor Pel·lícula en el Festival International du Films d'Amour de Mons, Bèlgica
- 2002 Premi Millor Guió en el Festival International du Films d'Amour de Mons, Belgien
- 2002 Premi al Millor Guió en el Festival de Cinema de Nantucket
- 2003 Nominada en els Premis Goya a la Millor Pel·lícula Europea

Sergeant Pepper
- 2005 Premi del Jurat al Toronto International Film Festival
- 2005 Elefant Balanco en Festival de Cinema de Múnic

Helen
- 2009 Premi Voice als Estats Units